# مانويل وايت
مانويل وايت (بالإنجليزية: Manuel White)‏ هو لاعب كرة قدم أمريكية أمريكي، ولد في 2 يوليو 1982 في Panorama City, Los Angeles ‏ في الولايات المتحدة.